# Рио Оупън 2014
Рио Оупън 2014 е тенис турнир, провеждащ се в Рио де Жанейро, Бразилия от 17 до 23 февруари 2014 г. Това е 1-вото издание на Рио Оупън. Турнирът е част от категория „Международни“ на WTA Тур 2014 и сериите 500 на ATP Световен Тур 2014.

## Сингъл мъже
- Рафаел Надал побеждава  Александър Долгополов с резултат 6–3, 7–6(7–3).

## Сингъл жени
- Куруми Нара побеждава  Клара Закопалова с резултат 6–1, 4–6, 6–1.

- Това е първи финал и първа титла за Нара.

## Двойки мъже
- Хуан Себастиан Кабал /  Роберт Фара побеждават  Давид Мареро /  Марсело Мело с резултат 6–4, 6–2.

## Двойки жени
- Ирина-Камелия Бегу /  Мария Иригойен побеждават  Йохана Ларсон /  Шанел Схеперс с резултат 6–2, 6–0.